# Michele Piccirillo (archeologo)
Michele Piccirillo (Casanova di Carinola, 18 novembre 1944 – Livorno, 26 ottobre 2008) è stato un francescano e archeologo italiano.

## Biografia
Padre Michele Piccirillo nasce a Casanova di Carinola, in Provincia di Caserta, il 18 novembre 1944 da una famiglia di modeste origini. Sin dalla fanciullezza sente la vocazione di diventare frate e partire per la Terra santa. Dopo aver studiato a Roma e a Perugia, a 16 anni si trasferisce in Terra santa, dove intraprende il noviziato nell'Ordine dei Frati Minori della Custodia di Terra Santa, frequentando il liceo a Betlemme e poi la facoltà di Teologia a Gerusalemme. Diviene frate e nel 1969 viene ordinato sacerdote. Completa a Roma la formazione in Teologia e Sacra Scrittura presso gli Atenei pontifici, e si laurea in Archeologia presso la facoltà di Lettere e filosofia.
Nel 1974 ritorna a Gerusalemme, dove inizia la sua attività di docente, presso lo Studium Biblicum Franciscanum, e di archeologo, collaborando con il confratello padre Bellarmino Bagatti. Intraprende le prime campagne di scavi ed è nominato direttore del Museo Archeologico della Flagellazione di Gerusalemme. L'attività di archeologo si estende a molti paesi del Medio Oriente, e il primo ritrovamento di rilievo avviene in Giordania sul monte Nebo nel 1976, quando, durante i lavori di restauro delle rovine del Santuario di Mosé, ulteriori scavi portano alla luce la Cappella del Battistero, con preziosi mosaici risalenti al VI secolo.
Dal 1978 partecipa agli scavi in Giordania a Jebel Mishnaqa, e nel 1984 a en-Nitl. Nel 1986 da inizio alla prima campagna di scavi archeologici ad Umm al-Rasas, che identifica con la città biblica di Mephaat, dove nella chiesa di San Paolo rinviene ancora pregiati mosaici e testimonianze della presenza di popolazioni di fede cristiana e musulmana. Le campagne di scavi dirette da padre Michele portano alla luce un complesso archeologico così vasto e rilevante che l'UNESCO lo inserisce, nel 2004, fra i Patrimoni dell'umanità. Dal 1987 al 2000 è stato professore inviato di Palestinologia al Pontificio Istituto Biblico di Roma. Come epigrafista, studia e interpreta le iscrizioni in lingua greca, latina, araba e siriaca, rinvenute sui mosaici o su monete e altri manufatti.

## Opere
- Michele Piccirillo, Chiese e Mosaici della Giordania Settentrionale, Gerusalemme, 1981.
- Michele Piccirillo, La Montagna del Nebo, Gerusalemme, 1986.
- Michele Piccirillo, I Mosaici di Giordania, Roma, 1986.
- Michele Piccirillo, Umm er-Rasas Mayfa’ah I. Gli scavi del complesso di Santo Stefano, Gerusalemme, 1993.
- Michele Piccirillo, Umm al-Rasas, Mayfaa̓h I (gli scavi del complesso di Santo Stefano), Gerusalemme, Studium Biblicum Franciscanum, 1994.
- Michele Piccirillo, La Carta Musiva di Madaba 1896-1996, Brescia, 1995.
- Michele Piccirillo, Mount Nebo New Archaeological Excavations 1967–1997, Gerusalemme, Studium Biblicum Franciscanum, 1998.
- Michele Piccirillo, Vangelo e Archeologia. Tracce cristiane in Palestina, Milano, 1998.
- Michele Piccirillo, Il Viaggio del Giubileo. Alle radici della fede e della Chiesa, Gerusalemme, Edizioni Custodia di Terra Santa, 2000.
- Michele Piccirillo, Franco Cardini, Renata Salvarani, Verso Gerusalemme. Pellegrini, santuari, crociati tra X e XV secolo, Gorle, Velar, 2000.
- Michele Piccirillo, Un uomo di pace. Padre Bellarmino Bagatti (1905-1996), Gorle, 2001.
- Michele Piccirillo, Arabia Cristiana. Dalla fondazione della Provincia al Primo Periodo Islamico, Jaka Book, 2002.
- Michele Piccirillo, La Nuova Gerusalemme. Artigianato palestinese al servizio dei Luoghi Santi, Gerusalemme, Edizioni Custodia di Terra Santa, 2007.
- Michele Piccirillo, La Palestina cristiana I-VII secolo, Bologna, Centro editoriale dehoniano (EDB), 2008.